# Mirannes
Mirannes (gaskognisch Miranas) ist eine französische Gemeinde mit 64 Einwohnern (Stand 1. Januar 2022) im Département Gers in der Region Okzitanien (bis 2015 Midi-Pyrénées); sie gehört zum Arrondissement Auch und zum Gemeindeverband Artagnan de Fezensac. Die Bewohner nennen sich Mirannais/Mirannaises.

## Geografie
Mirannes liegt rund 17 Kilometer westsüdwestlich von Auch im Zentrum des Départements Gers. Die Baïse bildet streckenweise die östliche Gemeindegrenze. Die Gemeinde besteht aus zahlreichen Streusiedlungen und Einzelgehöften. Nachbargemeinden sind Le Brouilh-Monbert im Norden, Barran im Osten, L’Isle-de-Noé im Süden, Montesquiou im Südwesten, Saint-Arailles im Westen sowie Riguepeu im Nordwesten.

## Geschichte
Im Mittelalter lag Mirannes in der historischen Landschaft Gascogne und teilte dessen Schicksal. Mirannes gehörte von 1793 bis 1801 zum Kanton Barran und zum District Auch. Seit 1801 ist Mirannes dem Arrondissement Auch zugeteilt und gehörte von 1801 bis 2015 zum Wahlkreis (Kanton) Vic-Fezensac (ursprünglich Kanton Vic-sur-Losse genannt).

## Bevölkerungsentwicklung
Die Einwohnerentwicklung ist typisch für eine französische Landgemeinde. Normal sind die Entwicklungen zwischen 1793 und 1846 mit einem starken Wachstum und die folgende starke Landflucht von 1866 bis 1982. Seither hat sich die Bevölkerungszahl stabilisiert.
| Jahr                       | 1962 | 1968 | 1975 | 1982 | 1990 | 1999 | 2006 | 2011 | 2020 |
| Einwohner                  | 123  | 102  | 87   | 72   | 70   | 75   | 69   | 71   | 59   |
| Quellen: Cassini und INSEE |      |      |      |      |      |      |      |      |      |

## Sehenswürdigkeiten
- Kirche Saint-Blaise
- drei Wegkreuze: am Friedhof, an der D179 und in der Plaine du Padalot im Norden der Gemeinde
- Denkmal für die Gefallenen[1]

## Verkehr
Die Gemeinde liegt fernab von überregionalen Verkehrswegen und hat keine Schienen- oder Busverbindungen. Der wichtigste Verkehrsweg ist die Straße D 943, die an der südlichen Nachbargemeinde L’Isle-de-Noé vorbeiführt.